# Британский экспедиционный корпус во время Крымской войны
Восточная армия (англ. Army of the East, Eastern Army) — британская экспедиционная армия во время Крымской войны, действовавшая в 1854—1856 годах на дунайском и крымском театрах войны.
В ходе кампании неоднократно усиливалась отдельными частями и соединениями. В Дунайскую кампанию 1854 года участвовала в незначительных стычках. В связи со свирепствовавшими в войсках холерой и дизентерией понесла огромные небоевые потери, включая первого командующего армией лорда Реглана. В Крымскую кампанию «Восточная армия» участвовала во всех значительных битвах войны: Альминском (на левом фланге), Балаклавском (корпус принял основной удар русских войск), Инкерманском сражении (принял основной удар русских войск), сражении на Чёрной речке (в резерве). На своём участке инженерной осады Севастополя в ходе многочисленных генеральных и местных штурмов (в английской историографии имеют общее название сражение за Большой редан) больших успехов «Восточная армия» не добилась. Основной лагерь «Восточной армии» с октября 1854 и до 1856 года находился в Балаклаве и её окрестностях. Для подвоза припасов к осадной линии англичанами была построена Балаклавская железная дорога.

## История
28 марта 1854 года в поддержку Османской империи Британская и Вторая Французская империи объявили войну Российской империи. Англо-французские войска высадились в Галлиполи, чтобы в случае необходимости иметь возможность защитить Константинополь. 21 февраля 1854 года Фитцрой Сомерсет, 1-й барон Реглан, был назначен командующим экспедиционным корпусом, получившим название «Восточной армии» или «Армии Востока». Британская стратегическая политика заключалась в том, чтобы уничтожить российский Черноморский флот, базирующийся в Севастополе, положить конец войне и осуществить долгосрочные британские цели в сохранении баланса между усиливающейся Россией и слабеющей Османской империей в регионе.
В середине июня британские войска продвинулись к Варне, на черноморском побережье Османской Болгарии. В Варне они были реорганизованы в дивизии.

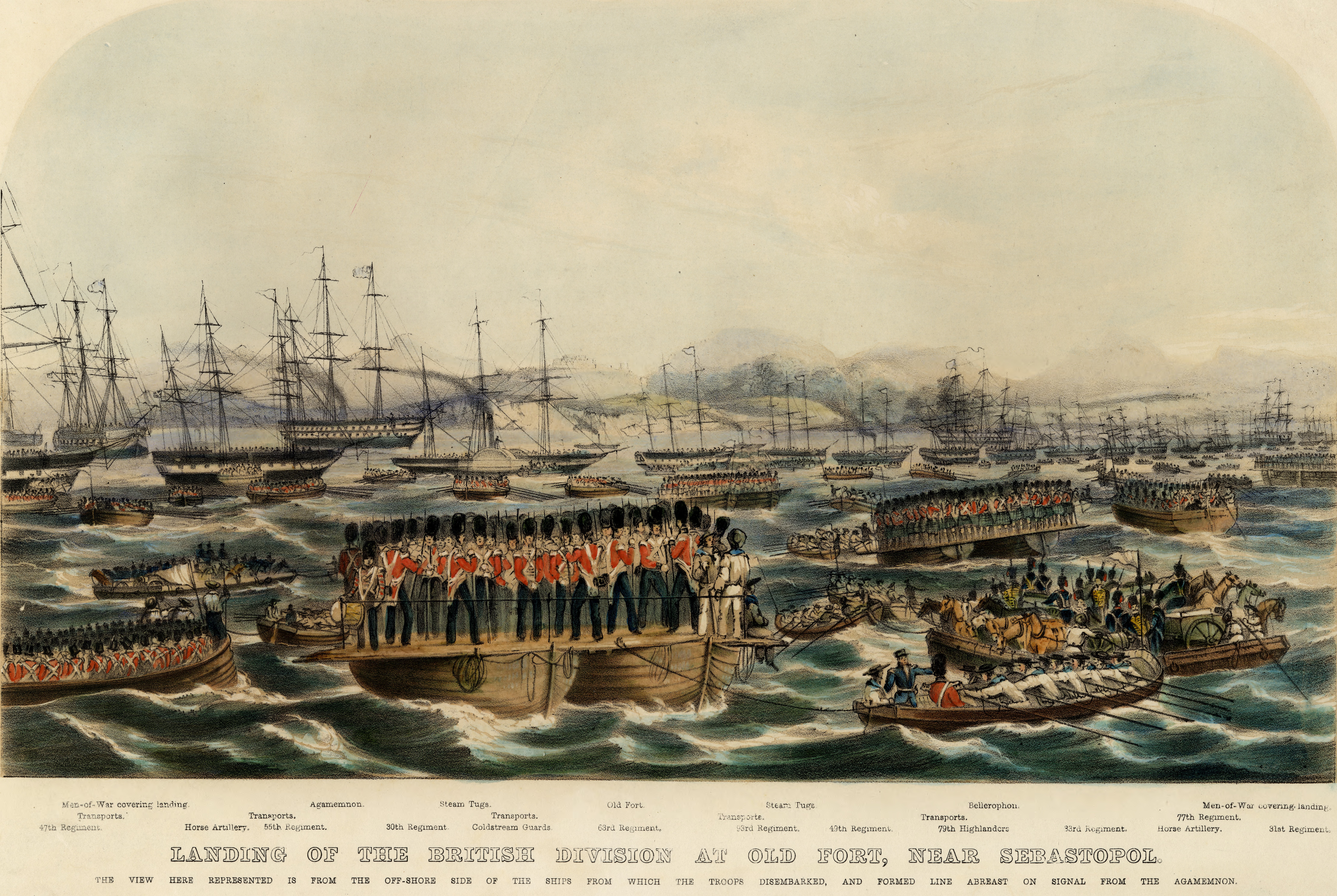
Высадка Восточной армии в Каркинитском заливе, 14 сентября 1854
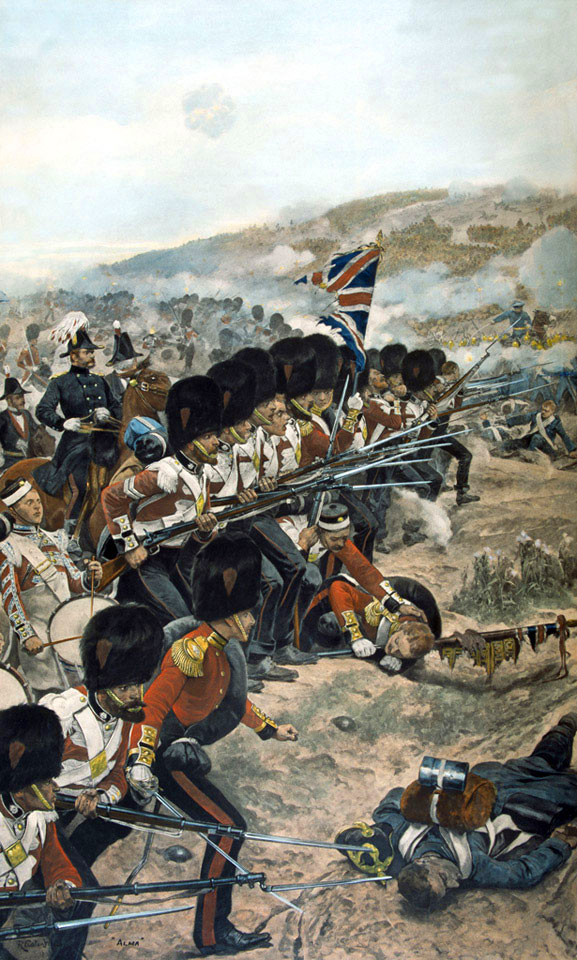
Колдстримская гвардия атакует высоты в Альминском сражении
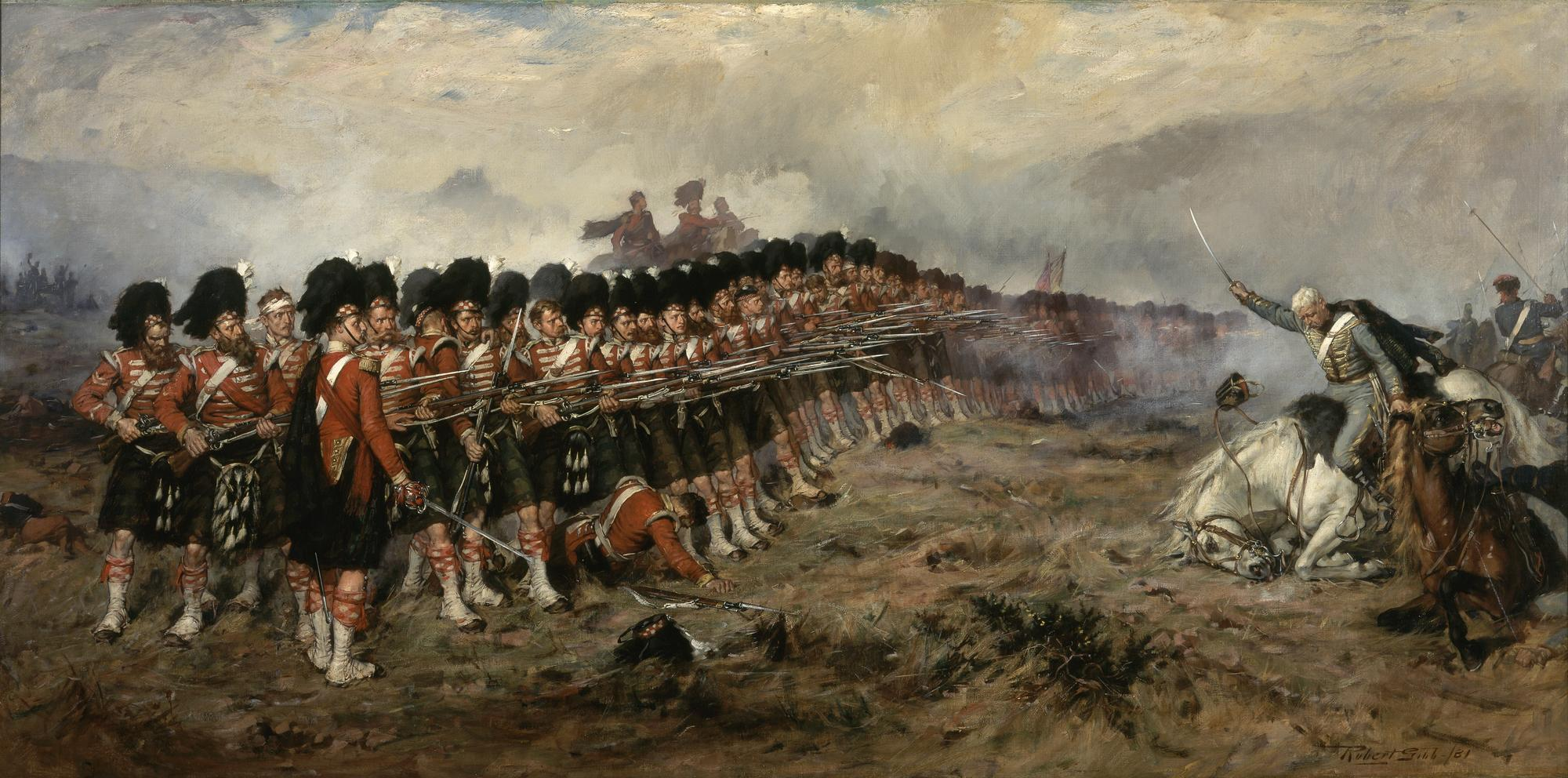
«Тонкая красная линия» в Балаклавском сражении. Картина Роберта Гибба.
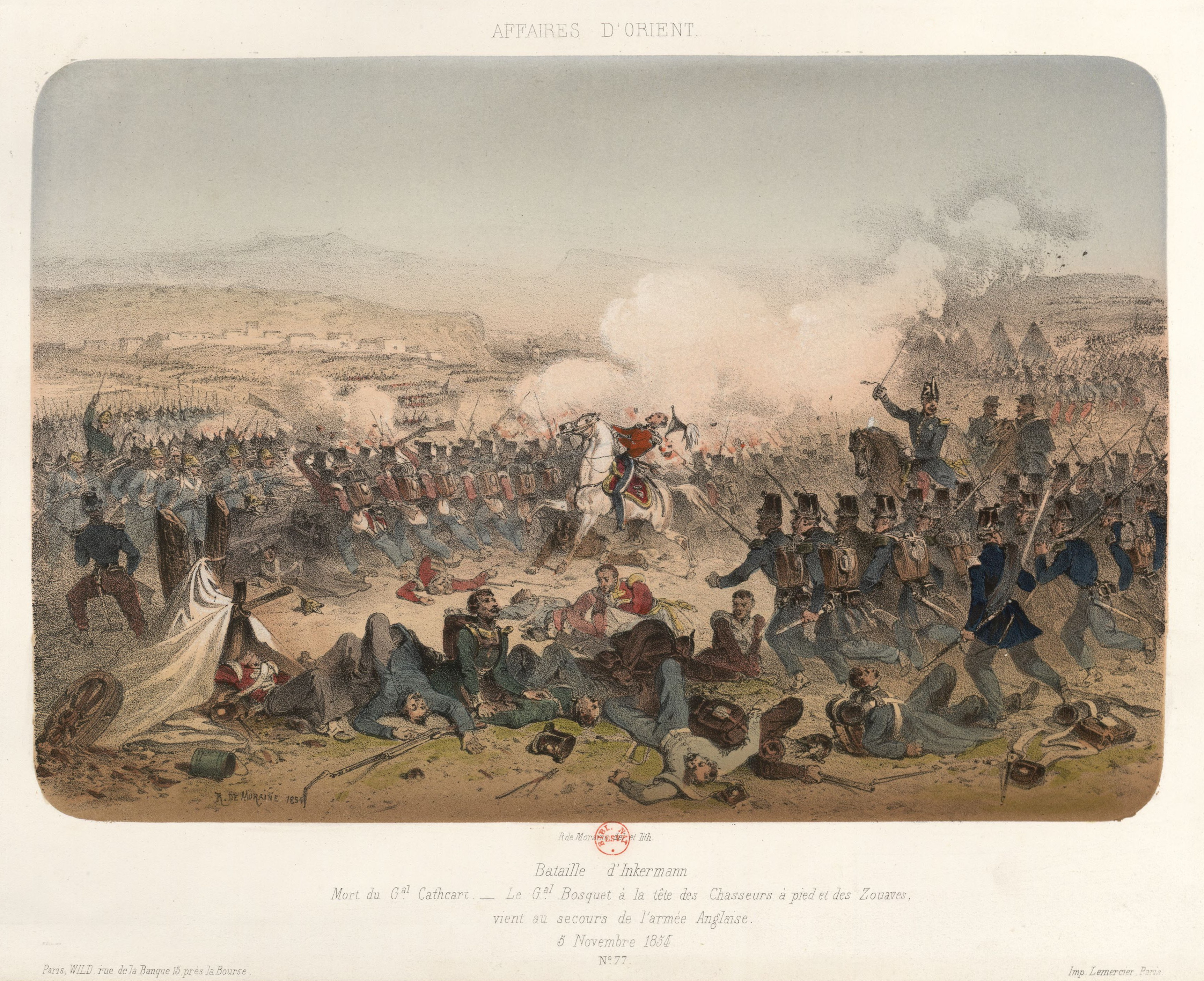
Смерть генерала Д. Каткарта в Инкерманском сражении

14 сентябре 1854 года британский экспедиционный корпус совместно с французскими войсками и османским корпусом высадился севернее Севастополя и впоследствии участвовал в битве при Альме. За этим последовало окружение русского порта в октябре осадными работами и начало осады Севастополя. В ходе войны выяснилось, что по численности и боевым возможностям британская «Восточная армия» может играть лишь вспомогательную роль при французах. Однако её боевой дух был высок. Британский флот доминировал на море и обеспечивал логистику коалиционных сил.
Вскоре после этого экспедиционный корпус сражался в Инкерманской битве. Хотя битва закончилась победой британских войск, она создала условия, из-за которых осада продолжалась всю зиму 1855 года.

Севастополь пыталась деблокировать русская полевая Южная армия А. С. Меньшикова. Кровопролитное сражение на Чёрной речке окончилось неудачей русских. 

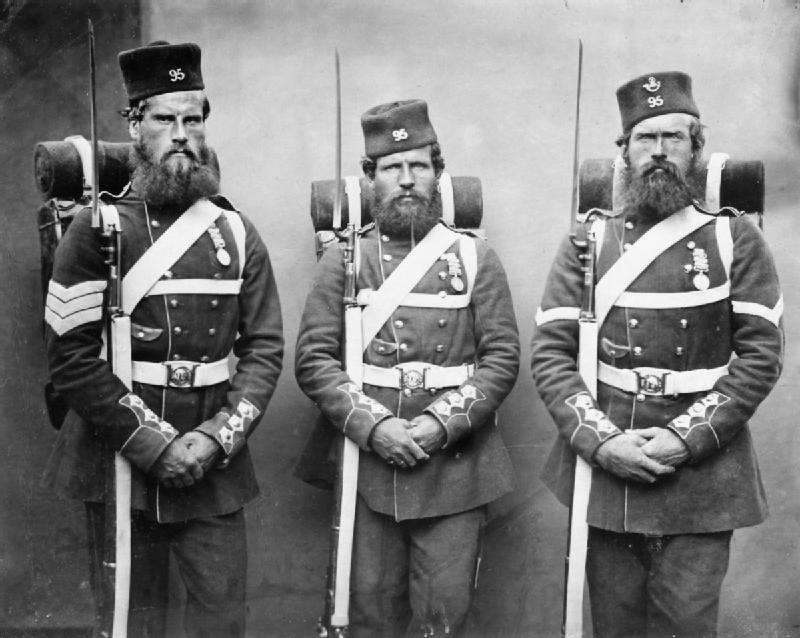
Форма и вооружение британской пехоты. 95-й пехотный Дербиширский полк
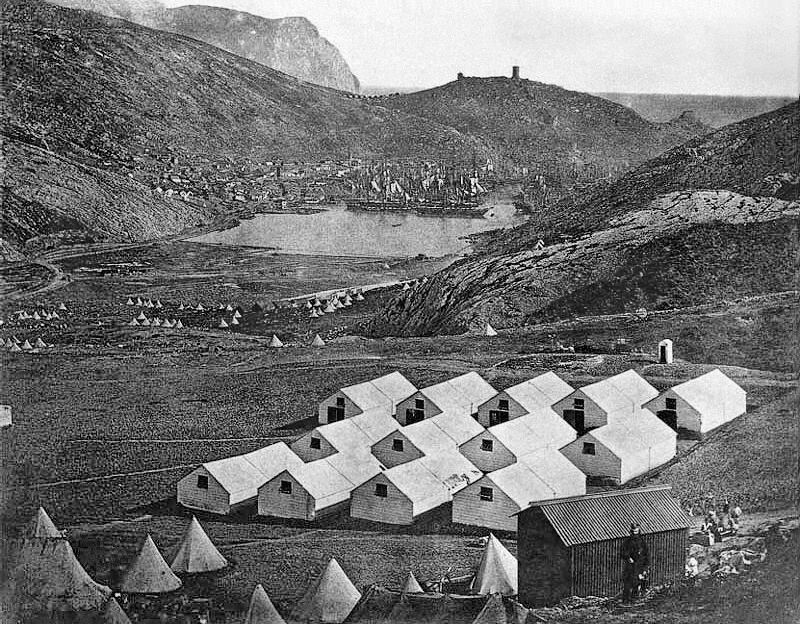
Британский лагерь в Балаклаве, фото Джеймса Робертсона, 1855
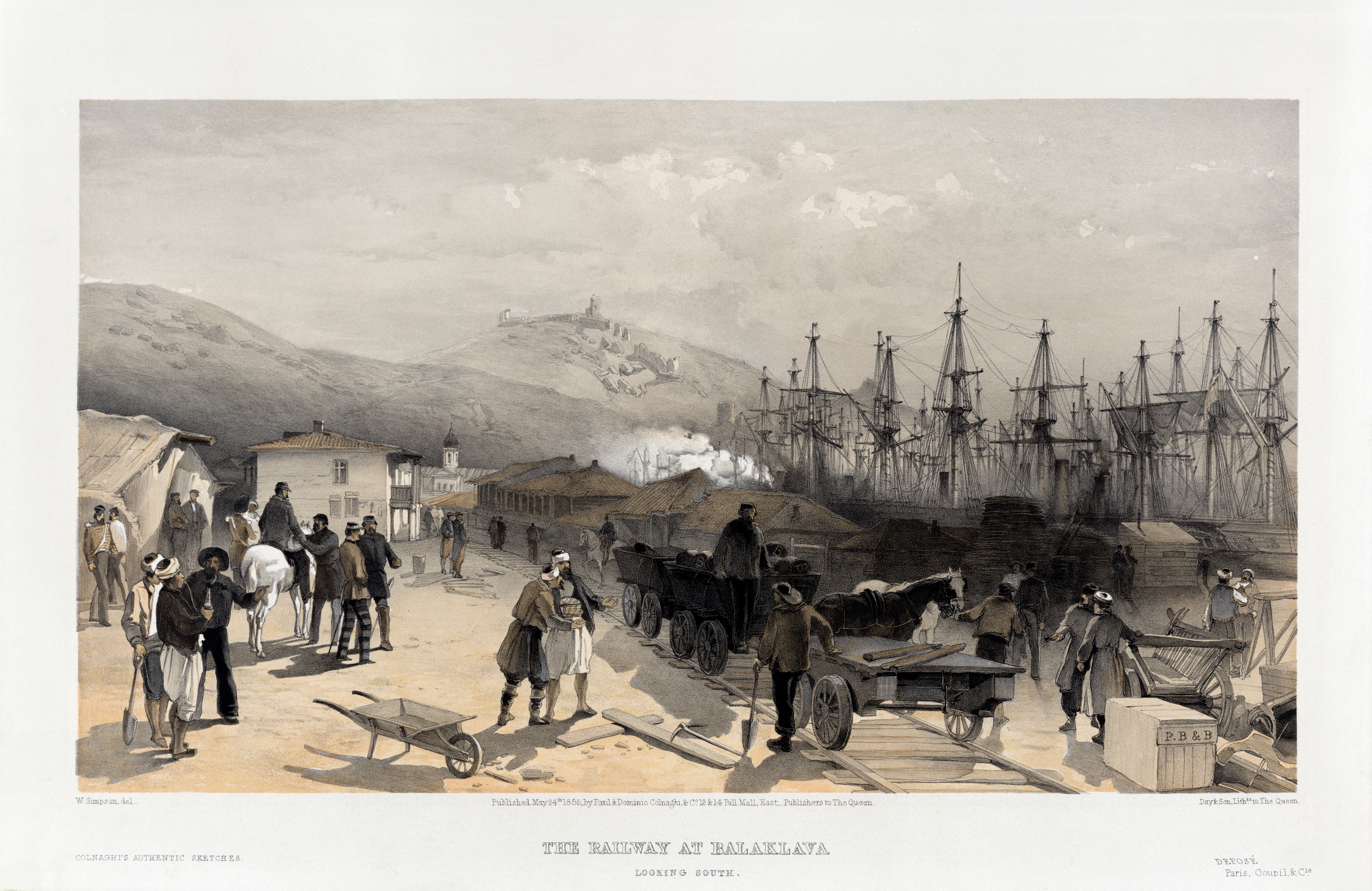
Балаклавская железная дорога
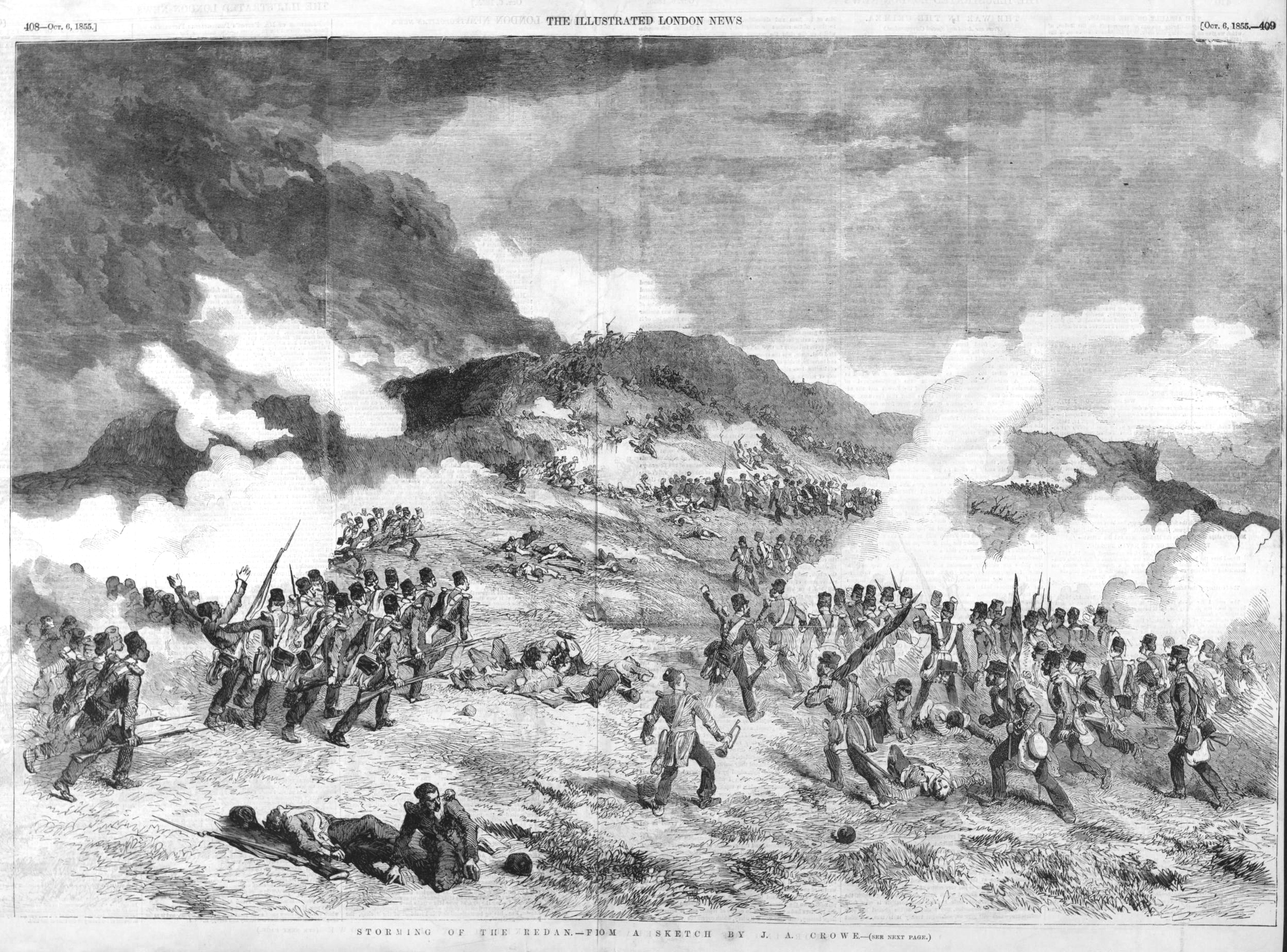
Штурм Большого редана, 8 сентября

Дипломатические усилия коалиции обеспечили присоединение к ней Сардинского королевства. Прибывшая сардинская армия обеспечивала внешнее кольцо осады. 
Основной лагерь «Восточной армии» с октября 1854 и до 1856 года находился в Балаклаве и её окрестностях. Для подвоза припасов к осадной линии англичанами была построена Балаклавская железная дорога.

Последним главным усилием кампании стал штурм Малахова кургана 27 августа (8 сентября) 1855 года французами и третье Сражение за Большой Редан предпринятое британцами. Русские покинули крепость, перейдя на Северную сторону. Экспедиционный корпус («Восточной армии») оставался в Крыму до окончания войны в 1856 году, после чего дивизии были расформированы и британская армия вернулась к структуре мирного времени. 

Главнокомандующие Восточной армией
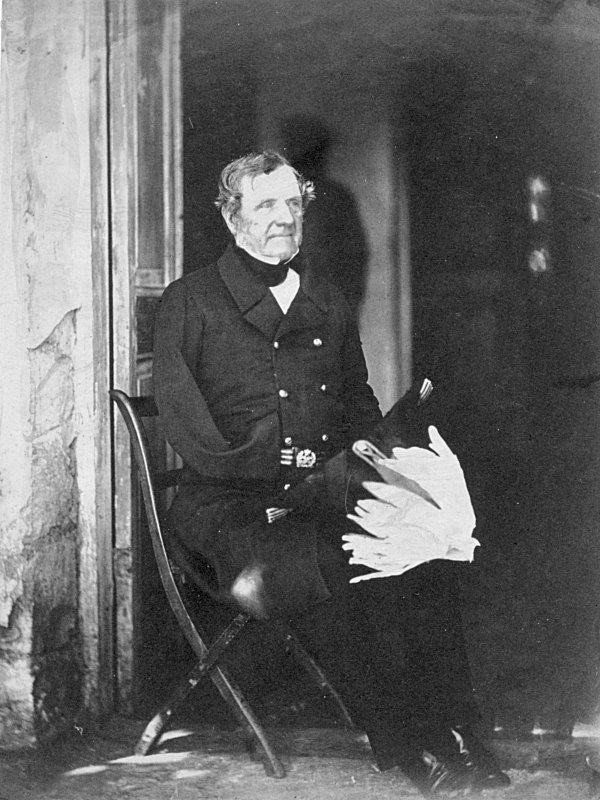
Фицрой Джеймс Сомерсет, 1-й барон Реглан (февраль 1854 - июнь 1855)
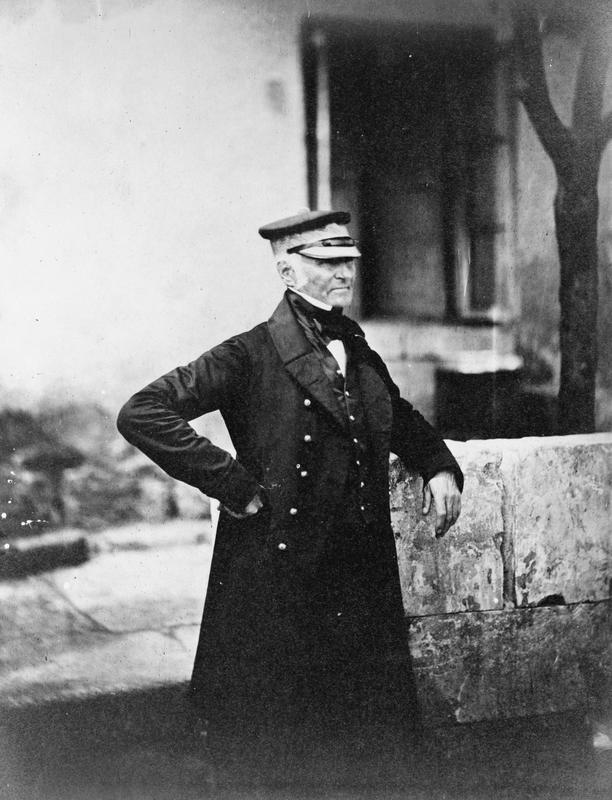
Джеймс Симпсон (июль 1855 - ноябрь 1855)
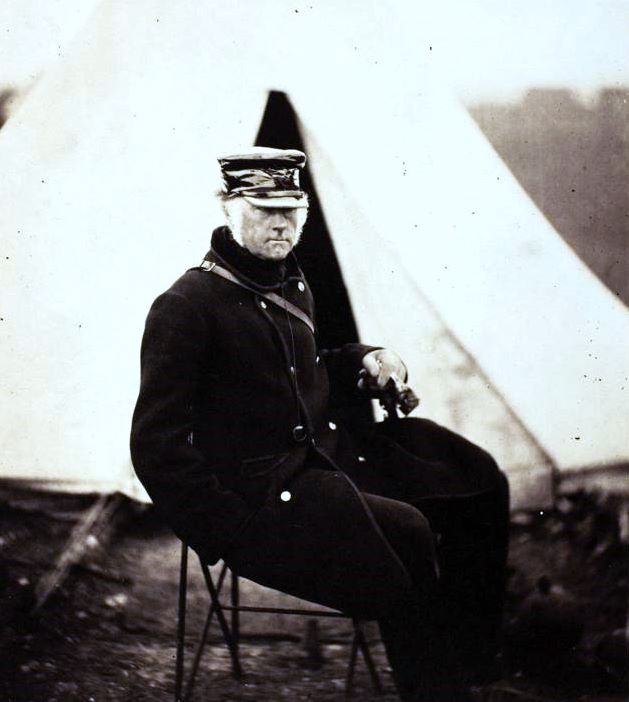
Уильям Джон Кодрингтон  (ноябрь 1855 - 1856)

## Состав британского экспедиционного корпуса
| Название соединения        | Даты существования    | Командиры | Состав | Места действия                                                             | Примечания | Источники |
| -------------------------- | --------------------- | --- | --- | -------------------------------------------------------------------------- | --- | --------- |
| 1-я дивизия                | 20 июня 1854- 1856    | Дивизионный генерал Георг, герцог Кембриджский                                                                          | - 9-й пехотный Восточно-Норфолкский полк - 1-й (Гренадерский) полк пешей гвардии - 31-й пехотный Хантингдонширский полк - 56-й пехотный Западно-Эссекский полк - 13-й Принца Альберта полк легкой пехоты - Колдстримский полк пешей гвардии - Шотландские гвардейские фузилеры | Османская империя (Восточная Фракия и Болгария), Российская империя (Крым) | | [ 7 ]     |
| 2-я дивизия                | 20 июня 1854- 1856    | Дивизионный генерал Де Ласи Эванс, Джордж с ноября 1854 бригадный генерал Пеннфазер, Джон                               | - 30-й пехотный Кембриджширский полк - 62-й пехотный Уилтширский пехотный полк - 3-й пехотный Восточно-Кентский полк («Буйволы») - 49-й Хартфордширский (принцессы Шарлотты Уэльской) полк - 47-й пехотный Ланкаширский полк - 82-й пехотный полк (волонтеры Принца Уэльского) - 55-й пехотный Уэстморлендский полк - 41-й пехотный Уэльский полк - 95-й пехотный Дербиширский полк | Османская империя (Восточная Фракия и Болгария), Российская империя (Крым) | Дивизия сыграла заметную роль в Инкерманском сражении. |           |
| 3-я дивизия                | 18 августа 1854- 1856 | Дивизионный генерал сэр Ричард Ингленд                                                                                  | - 38-й пехотный (1-й Стаффордширский) полк - 18-й Королевский Ирландский пехотный полк - 14-й пехотный Букингемширский полк - 39-й пехотный Дорсетширский полк - 4-й (собственный Его Величества) пехотный полк - 28-й пехотный Северо-Глочестерширский полк - 50-й (собственный Её Величества) пехотный полк - 44-й пехотный Восточно-Эссекский полк - 89-й пехотный полк | Османская империя (Восточная Фракия и Болгария), Российская империя (Крым) | |           |
| 4-я дивизия                | 18 августа 1854- 1856 | Дивизионный генерал Каткарт, Джордж, убит 5 ноября 1854 в Инкерманском сражении, Дивизионный генерал сэр Ричард Ингленд | - 68-й пехотный Дарэмский полк (легкая пехота) - 21-й пехотный полк (Королевские Северобританские фузилеры) - 46-й пехотный Южно-Девонширский полк - 63-й пехотный Западно-Саффолкский полк - 57-й пехотный Западно-Миддлсекский полк - Стрелковая бригада - 17-й пехотный Лейчестерширский полк - 48-й пехотный Нортгемптонширский полк - 20-й пехотный Восточно-Девонширский полк | Османская империя (Восточная Фракия и Болгария), Российская империя (Крым) | Дивизия не была укомплектована к тому времени, когда она высадилась в Крыму, и получила дополнительные войска в сентябре, а последние части — в ноябре 1854 года. Дивизия активно участвовала в битве при Инкермане и за время боев сменила четырёх командиров. |           |
| Дивизия шотландских горцев | 13 августа 1855- 1856 | Бригадный генерал Колин Кэмпбелл                                                                                        | - 71-й Шотландских горцев полк легкой пехоты - 79-й (Шотландские горцы Камерона) пехотный полк - 72-й (Собственный герцога Олбани шотландских горцев) полк - 92-й (Шотландские горцы Гордона) пехотный полк - 93-й Шотландских горцев Сазерленда пехотный полк - 1-й (Королевский) пехотный полк - 42-й (Королевский шотландских горцев) пехотный полк | Российская Империя (Крым)                                                  | Сформирована в Крыму после реорганизации британских войск. | [ 9 ]     |
| Легкая дивизия             | ?-1856                | Дивизионный генерал сэр Джордж Броун                                                                                    | - 1-я бригада: генерал-майор Уильям Кодрингтон - 33-й пехотный полк - 23-й Королевский Уэльский полк фузилёров - 7-й пехотный полк - 2-я бригада: генерал-майор сэр Джордж Буллер - 77-й (Восточный Мидлсекс) пехотный полк - 88-й (Коннахтские Рейнджеры) пехотный полк - 19-й (1-й Северный Йоркшир) пехотный полк - Один отряд Королевской конной артиллерии - Одна батарея Королевской артиллерии | Османская империя (Восточная Фракия и Болгария), Российская империя (Крым) | |           |
| Кавалерийская дивизия      | 18 августа 1854- 1856 | Дивизионный генерал Джордж Бингэм, граф Лукан                                                                           | - Тяжелая бригада Бригадный генерал Джеймс Йорк Скарлетт - 1-й (Его Величества) гвардейский драгунский полк - 5-й Принцессы Шарлотты Уэльской гвардейский драгунский полк - 2-й (Королевский Северобританский) драгунский полк - 1-й (Королевский) драгунский полк - 6-й (Иннискиллингский) драгунский полк - 6-й гвардейский драгунский полк (Карабинеров) - 4-й (Королевский Ирландский) гвардейский драгунский полк - Лёгкая бригада Бригадный генерал Джеймс Браднелл, граф Кардиган - 13-й полк легких драгун - 4-й (Собственный Её Величества) полк легких драгун - 17-й полк легких драгун (улан) - 10-й гусарский и 11-й (Принца Альберта) гусарский полки - 8-й Его Величества Королевский Ирландский полк легких драгун - 12-й Королевский (Принца Уэльского) уланский полк | Османская империя (Восточная Фракия и Болгария), Российская империя (Крым) | |           |